# Sphenella marginata
Sphenella marginata är en tvåvingeart som först beskrevs av Fallen 1814.  Sphenella marginata ingår i släktet Sphenella och familjen borrflugor. Arten är reproducerande i Sverige. Inga underarter finns listade i Catalogue of Life.